# Albarrada

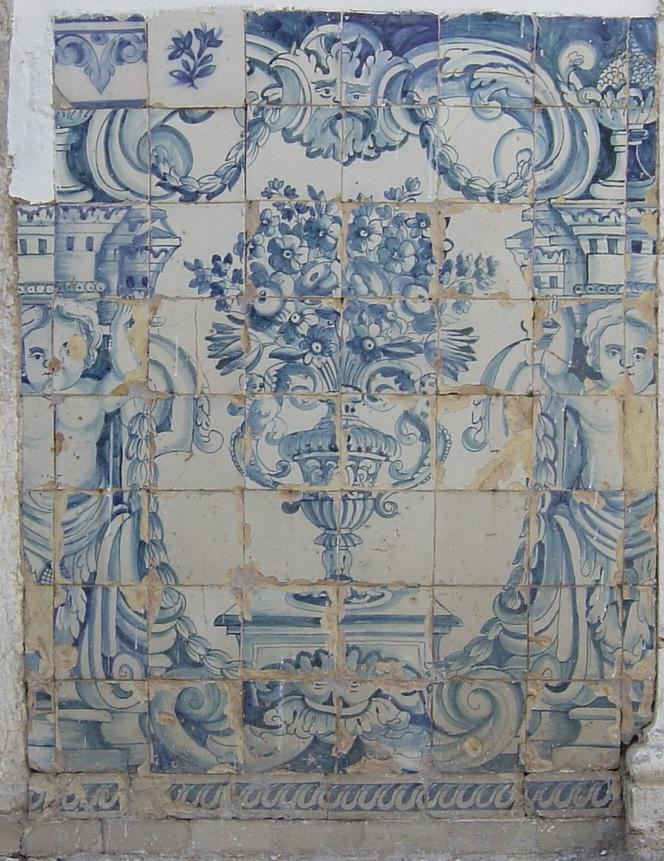
Albarrada: Casa do Corpo Santo (Setúbal)

Uma albarrada é um painel de azulejos constituído pela representação de um vaso de flores, normalmente com uma figura de cada lado, dispostas simetricamente, representando pássaros, meninos ou golfinhos.
As albarradas podem surgir isoladamente ou repetidas em painéis seriados, intercaladas por motivos vegetalistas.